# 上九路
上九路位于廣東省广州市荔湾区，是一条呈东西走向具有浓厚商业气氛的道路。道路两旁全为具有西关特色的骑楼建筑，比邻上下九商业步行街。
1966年文化大革命時期，為紀念向秀麗烈士而改稱秀麗二路，1981年復名上九路。

## 与之交汇道路
- 顺序由西往东排列，粗体字为主干道
- 下九路、杨巷路、德星路
- 光复南路
- 人民路高架路南行方向上桥匝道
- 大德路、人民南路